# 神奈川歯科大学
神奈川歯科大学（かながわしかだいがく、英語: Kanagawa Dental University）は、神奈川県横須賀市稲岡町82に本部を置く私立大学。1910年創立、1964年大学設置。大学の略称は神歯（じんし）・神歯大・KDU。

## 概要
欧米諸国の歯科事情を視察した大久保潜龍が女子の歯科医学校の必要性を考慮し、1910年日本で初めて婦人歯科医師を養成するために設立した東京女子歯科医学講習所が前身である。
「歯科医師としての熟練と人間としての優しさを身につけるために、学をまなび、技を習い、人を識る愛の教育」という教育理念に基づき、共用試験・卒後臨床研修さらには21世紀の医療人育成のための教育改革などについても柔軟に対応できることを考慮したカリキュラムを導入している。
- 現在、キャンパスがある場所は、明治・大正と海軍機関学校があり、芥川龍之介が英語教師として赴任していた。その友人の内田百閒は、随筆の中でその機関学校のサクラの美しさを書き残している。今でもキャンパス内はサクラの名所である[1]。

- キャンパス内の図書館前と短期大学部前にはジャカランダの木が2本あり、1本は横須賀市景観重要樹木に指定されている[2][1]。

- 神奈川県横須賀市の大学・短期大学・大学病院を中心に、東京都、横浜市内に専門学校の他クリニックを展開している。

## 沿革

### 明治
- 1910年（明治43年） - 大久保潜龍が東京市神田区に東京女子歯科医学講習所を創立、日本で初めて女性の歯科医師の養成を始める

### 大正
- 1922年（大正11年） - 東京女子歯科医学専門学校に昇格（専門学校令に基づく旧制歯科医学専門学校）
- 1923年 - 関東大震災のため、校舎・施設を品川区に新築移転

### 昭和
- 1927年（昭和2年） - 文部大臣の指定認可校となり、国家試験免除
- 1934年 - 学園規模を拡大し、日本女子歯科医学専門学校と改称
- 1935年 - 大森区北千束町に校舎・施設を新築移転
- 1947年 - 旧制日本高等学校を併設

- 1950年 - 日本女子歯科厚生学校を開校
- 1952年 - 日本女子衛生短期大学を開学
- 1953年 - 日本女子歯科厚生学校を短期大学に吸収
- 1963年 - 学園の所在地を東京都大田区より神奈川県横須賀市へ移転
- 1964年 - 神奈川歯科大学を開学
- 1975年 - 歯科大学に大学院歯学研究科を開設
- 1980年 - 歯科大学附属歯科技工専門学校を開校

### 平成
- 1989年（平成元年） - 短期大学名を湘南短期大学と改称
- 2007年 - 短期大学に看護学科を開設
- 2010年 - 創立100周年を迎える
- 2013年 - 湘南短期大学を神奈川歯科大学短期大学部に改組
- 2018年 - 横須賀市が神奈川歯科大学のジャカランダを横須賀市景観重要樹木（第28号）に指定[1]。
- 2019年4月 - 東京歯科衛生専門学校を開設

### 令和
- 2019年（令和元年）12月 - 学校法人国際文化学園との連携協定を締結[3]
- 2020年5月1日 - 神奈川歯科大学第3ターミナル歯科を開設[4]
- 2021年3月30日 - 自衛隊横須賀病院との連携協定を締結
- 2021年4月1日 - 神奈川歯科大学羽田空港第1ターミナル歯科を開設[5]。第3ターミナル歯科を含めて東京国際空港（羽田空港）に2つのクリニックを抱えることとなる。附属医療機関は、神奈川歯科大学附属病院を中核に、神奈川歯科大学附属横浜研修センター・横浜クリニック、第3ターミナル歯科、第1ターミナル歯科の4院体制となった。
- 2023年3月25日 - 神奈川歯科大学附属 歯科・健脳クリニック日本橋を三越日本橋本店新館5階に開院。医科歯科連携に留まらず、東洋医学（鍼灸）を融合。全てが自費診療。

## 教育および研究

### 組織

#### 学部
- 歯学部
  - 歯学科
- 短期大学部
  - 歯科衛生学科
  - 看護学科

#### 大学院
- 歯学研究科
  - 歯科基礎系専攻（博士課程）
  - 歯科臨床系専攻（博士課程）

##### 統合医療学講座をめぐる議論
2022年4月、神奈川歯科大学大学院において、医療系国家資格保持者を対象とした「統合医療学講座」が新設された。履修者には修了時に大学から履修証明書が交付される。講座内容にはエドガー・ケイシー療法、サイモントン療法、波動療法、オーソモレキュラー療法、ホメオパシー、O-リングテスト、オゾン療法、点滴療法など疑似科学と指摘される療法が含まれており、専門家やメディアから批判を受けている。講座の設置は、医師の川嶋朗の提案によるもので、川嶋はホメオパシー推進や標準医療の抗がん剤治療否定などで知られる。また、講座は手かざし療法を行う医療法人が運営し、教員には各療法の推進団体の代表者らが含まれている。これについて明治大学の石川幹人教授は、大学が疑似科学にお墨付きを与えることや、受講者が医療系国家資格保持者であることから、非科学的療法を扱うクリニックの増加を懸念している。信州大学の菊池聡教授は、根拠なき療法を肯定的に教える大学の姿勢を問題視し、文科省がチェックを大学任せにしている現状は、健康被害を招いた機能性表示食品制度と同様の構図であると批判している。

#### 専門学校
- 東京歯科衛生専門学校

#### 付属機関
- 附属病院
  - 神奈川歯科大学附属病院
  - 神奈川歯科大学附属横浜研修センター・横浜クリニック
  - 神奈川歯科大学附属 歯科・健脳クリニック日本橋
  - 学校法人神奈川歯科大学羽田空港第1ターミナル歯科
  - 学校法人神奈川歯科大学羽田空港第3ターミナル歯科
- 附属研究所
  - 高次口腔科学研究所
  - 顎機能総合歯学先端研究センター
  - 咬合医学研究所

2020年、元横綱の貴乃花光司が本学の特任教授に就任した。毎年6月に開催される市民感謝デー「ジャガランダフェスティバル」では、ちゃんこ鍋を振る舞っている。

## 系列校
- 東京歯科衛生専門学校
- 神奈川歯科大学附属歯科技工専門学校（廃止）

## 対外関係

### 他大学との協定
- 麻布大学（2024年1月19日[19]） - 協定締結を機に「ヒト×動物×歯学」をキーワードに、新たな学問や研究を推進し、動物歯学という将来の職種創設を見据えるとしている。
- 桜美林大学（2023年8月1日）

### 企業との産学連携協定
- 湘南信用金庫（2018年10月23日）

### 連携・提携校
- 2019年12月17日 - 学校法人国際文化学園と連携協定
- 2021年3月30日 - 学校法人横須賀学院と教育提携
- 2021年3月30日 - 自衛隊横須賀病院と連携協定

### 高等学校との教育連携
- 緑ヶ丘女子中学校・高等学校
- 三浦学苑高等学校
- 湘南学院高等学校
- 鹿島学園高等学校
- 聖和学院中学校・高等学校
- 関東学院六浦中学校・高等学校[20]